# شتاء تصادمي

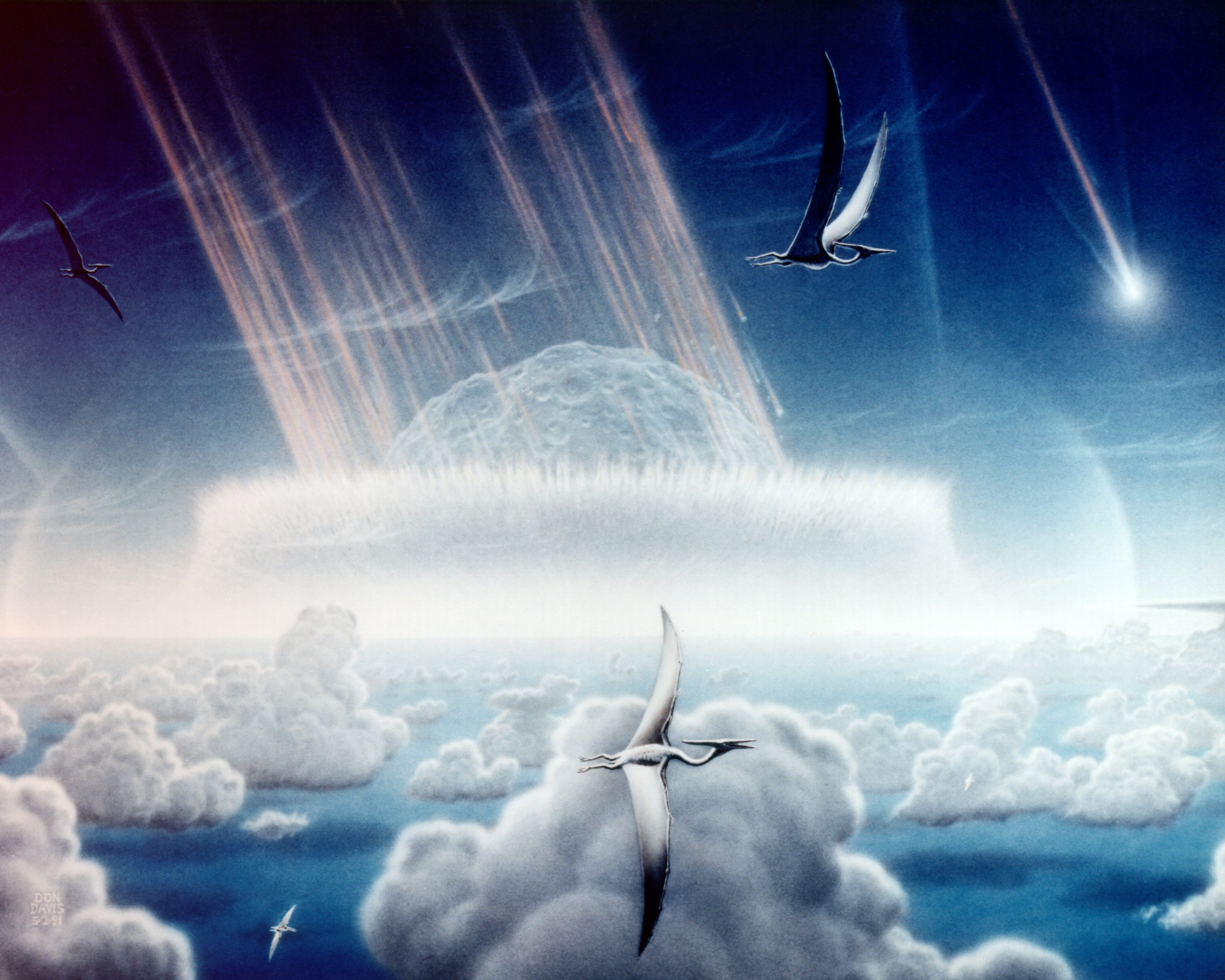

الشتاء التصادمي هي حقبة افتراضية من الطقس البارد الناتج عن تصادم الكويكبات أو المذنبات الكبيرة بسطح الأرض. إذا اصطدم أحد الكويكبات باليابسة أو المياه الضحلة، فسيؤدي ذلك إلى قذف كمية هائلة من الغبار والرماد والمواد الأخرى في الغلاف الجوي، ما سيحجب أشعة الشمس. يمكن أن يتسبب هذا في انخفاض درجة الحرارة العالمية بشكلٍ كبير. إذا اصطدم كويكب أو مذنب يبلغ قطره حوالي 5 كم (3.1 ميل) أو أكثر بمسطحٍ مائيٍ كبيرٍ عميق، أو إذا انفجر قبل الوصول إلى السطح، فإنّ ذلك سيسبب أيضاً انبعاث كمياتٍ هائلة من الحطام نحو الغلاف الجوي. يُحتمل أنّ يؤدي تأثير الشتاء التصادمي إلى انقراضٍ جماعي، مؤديا للقضاء على العديد من الأنواع الموجودة في العالم.

## احتمال حدوث التصادمات
في كل عام، يصطدم نيزكٌ بقطر 5 أمتار (16 قدماً) بكوكب الأرض، إذ ينفجر على ارتفاع 50 كم (31 ميل) فوق السطح مُصدراً طاقةً تُعادل كيلو طن واحدا من مادة تي إن تي. يصطدم بالأرض كل يوم نيزك يقل قطره عن 5 أمتار، ويتحلل قبل الوصول إلى السطح. تميل الشهب النيزكية التي تصل إلى سطح الأرض إلى الاصطدام بمناطق غير مأهولة بالسكان، ولا تسبب أي ضرر. من المرجح أن يموت الإنسان في حريق أو فيضان أو في كارثة طبيعية أخرى أكثر من الموت نتيجة اصطدام كويكبٍ أو مذنبٍ بالأرض. وجدت دراسة أخرى في عام 1994 أن هناكّ احتمالٌ يعادل 1/10000 لاصطدام كويكب أو مذنبٍ كبير يبلغ قطره حوالي 2 كم (1.2 ميل) بالأرض خلال القرن القادم. سيُحدث هذا الجُرم اضطراباً كبيراً في المحيط البيئي وسيؤدي لقتل نسبةٍ كبيرةٍ من سكان العالم. يتمتع أحد الكويكبات المعروف باسم دي إيه 1950 باحتمالٍ يُعادل 0.005% للاصطدام بالأرض في عام 2880، على الرغم من أنّ الاحتمال كان 0.3% عندما اكتُشف لأول مرة. ينخفض الاحتمال مع ارتفاع دقة إحداثيات المدارات المُحددة بقياساتٍ إضافية.
بالإضافة إلى ذلك، هناك أكثر من 300 مُذنبٍ ذي فترةٍ مداريةٍ قصيرة يمر بالقرب من الكواكب الأكبر حجماً، مثل كوكب زحل والمشتري اللذطن يُمكنهما تغيير مسار هذه المُذنبات فتقطع مدار الأرض. يمكن أن يحدث هذا للمذنبات ذات الفترة المدارية الطويلة أيضاً، ولكنّ احتمال حدوث ذلك أعلى للمذنبات ذات الفترة القصيرة. إنّ احتمال اصطدام هذه الأجرام مباشرةً بالأرض أقل بكثير من احتمال اصطدام الأجرام القريبة من الأرض (إن إي أو). يدعم عالما الفلك فيكتور كلوب وبيل نابير نظريةً مثيرةً للجدل مفادها أنّ المذنبات ذات الفترات المدارية القصيرة التي تقطع مدار الأرض لا تحتاج بالضرورة للاصطدام بالسطح لتُعتبر خطيرة، إذ يمكن أن تتحلل في الغلاف الجوي مُنتجةً حجاباً غبارياً بشكلٍ مُشابهٍ لسيناريو «الشتاء النووي»، ما سيُسبب تبريداً عالمياً يدوم لآلاف السنين (إذ يعتبر العالمان أنّ احتمال حدوثه يُعادل احتمال اصطدام جُرمٍ بقطر 1 كم بالأرض).

## عوامل الاصطدام المُحتملة
تواجه الأرض وابلاً لا ينتهي من الحطام الكوني. تحترق الجسيمات الصغيرة عند دخولها إلى الغلاف الجوي وتكون مرئية كشهبٍ نيزكية. يمر الكثير منها دون أن يُلاحظها أحد على الرغم من عدم احتراقها كلها قبل أن تصل إلى سطح الأرض. وتُعرف تلك التي تصطدم بالسطح باسم الأحجار النيزكية، لذا يتّضح أنّ ليس كل الأجرام التي تصطدم بالأرض تتسبب انقراضا أو أي ضرر حقيقي. تُطلِق هذه الأجرام معظم طاقتها الحركية في الغلاف الجوي، وتنفجر إذا واجهت عموداً من الغلاف الجوي ذي كتلةٍ أكبر من كتلتها أو يساويها. تحدث التصادمات التي تُسبب الانقراض على الأرض كل 100 مليون عامٍ تقريباً. على الرغم من أنّ أحداث الانقراض نادرة الحدوث للغية،  فإن المقذوفات الكبيرة يمكن أن تُتسبب أضراراً جسيمة. سيناقش هذا القسم طبيعة المخاطر التي تشكلها المقذوفات اعتمادا على حجمها ومكوناتها.

### الحجم
يمكن أن يصطدم كويكبٌ أو مذنبٌ كبير بسطح الأرض بقوة تتراوح بين مئات وآلاف مرات قوة كل القنابل النووية الموجودة حول العالم. على سبيل المثال، اقتُرح أنّ تصادم الحدّ الطباشيري الثلاثي كيه/تي قد تسبب في انقراض الديناصورات غير الطيرية قبل 66 مليون عام. تشير التقديرات الأولية لحجم هذا الكويكب أنّ قطره كان 10 كم (6.2 ميل) تقريباً. هذا يعني أن اصطدامه أصدر طاقةً تُعادل 100000000 ميغاطن من مادة تي إن تي (418 زيتاجول). هذا أكثر بستة مليارات مرة من الطاقة الصادرة عن القنبلة الذرية (16 كيلو طن من مادة تي إن تي، 67 تيراجول) التي أُسقطت على هيروشيما خلال الحرب العالمية الثانية. خلّف هذا الاصطدام فوهة تشيككسولوب التي يبلغ قطرها 180 كم (110 ميل). مع جُرمٍ بهذا الحجم، سيُقذف الغبار والحطام في الغلاف الجوي حتى لو اصطدم بالمحيط -الذي يبلغ عمقه 4 كم (2.5 ميل)- فقط. لن يتأثر الكويكب أو النيزك أو المذنب بالاحتكاك في الغلاف الجوي نتيجة كتلته الضخمة. ومع ذلك، يتعين على أي جُرمٍ أصغر من 3 كم (1.9 ميل) أن يتمتع بتركيبٍ حديديٍ قوي لاختراق الغلاف الجوي السفلي.

### المكونات
توجد ثلاثة أنواع مختلفة للكويكبات أو المذنبات وفق مكوانتها: المعدنية والصخرية والجليدية. يُحدد تكوين الجُرم ما إذا كان سيصل إلى سطح الأرض في قطعةٍ واحدة أو إذا كان سيتحلل قبل اختراق الغلاف الجوي أو يتفكك وينفجر قبل الوصول إلى السطح. عادةً ما تتكون الأجرام المعدنية من سبائك الحديد والنيكل. تتمتع هذه الأجرام المعدنية بأعلى احتمال للاصطدام نتيجة قدرتها على تحمل إجهاد ضغط الدفع الذي يؤدي إلى تفلطح الجُرم وتفككه أثناء تباطئه في الغلاف الجوي. تميل الأجرام الصخرية، مثل النيازك الكوندريتية، إلى الاحتراق أو التفكك أو الانفجار قبل مغادرة الغلاف الجوي العلوي. تحتاج الأجرام التي تصل إلى السطح إلى طاقةٍ لا تقل عن 10 ملايين طن من مادة تي إن تي أو قُطرٍ يعادل 50 متراً (160 قدماً) تقريباً لاختراق الغلاف الجوي السفلي (هذا بالنسبة لجُرمٍ صخري يُسافر بسرعة 20 كم/ثانية). تتكون الأجرام المسامية الشبيهة بالمذنبات من السيليكات منخفضة الكثافة، والمواد العضوية، والجليد، والمواد المُتطايرة، وغالباً ما تحترق في الغلاف الجوي العلوي بسبب كثافتها المنخفضة (أقل من 1 غم/سم مكعب).

## آليات تأثيرها المُحتملة
على الرغم من أنّ الكويكبات والمذنبات التي تصطدم بالأرض بقوةٍ انفجارية أكبر بعدة مرات من تلك الخاصة بالبراكين، فإن آليات الشتاء التصادمي تشبه الشتاء البركاني الناتج عن الثورانات البركانية الضخمة. في هذا السيناريو، تحجب الكميات الهائلة من الحطام المقذوف في الغلاف الجوي بعض الشعاع الشمسي لفترة طويلةٍ من الزمن، ما يؤدي لانخفاض درجة الحرارة العالمية بمقدارٍ يصل إلى 20 درجة مئوية بعد عام واحد. الآليتان الرئيستان اللتان يمكن أن تؤديا إلى حدوث الشتاء التصادمي هما الانبعاث الكُتلي للحطام الصخري والعواصف النارية المتعددة.

### الانبعاث الكُتلي للحطام الصخري
في دراسة أجراها العالم كيرت كوفي وآخرون، وُجد أنّه يُمكن للكويكبات البالغ قطرها 10 كم (6.2 ميل) تقريباً، والتي تتمتع بقوةٍ انفجارية  تُعادل 10^8 مليون طن من مادة تي إن تي، أن ترفع 2.5*10^15 كغم من جسيمات الهباء الجوي التي يبلغ قُطرها 1 ميكرومتر نحو الغلاف الجوي. في حين سيسقط أي شيءٍ ذي كتلةٍ أكبر بسرعةٍ نحو السطح. ثم ستنتشر هذه الجسيمات في جميع أنحاء الغلاف الجوي، فتمتص أشعة الشمس أو تكسرها قبل أن تتمكن من الوصول إلى السطح، ما يؤدي لتبريد الغلاف الجوي بطريقةٍ مماثلةٍ للهباء الجوي الكبريتي المُنبعث من البراكين الهائلة، مُحدثةً إعتاماً عالمياً عميقاً. يُزعم بشكلٍ مثير للجدل أنّ هذا حدث في أعقاب ثوران توبا.
ستبقى هذه الجسيمات الصخرية الدقيقة في الغلاف الجوي حتى يحدث الترسب الجاف، وبسبب حجمها، ستعمل أيضاً كسحبٍ مركزة النوى، وتُزال بواسطة الترسيب الرطب/ الهطول، ولكن حتى بعد ذلك، فسيبقى 15% من إشعاع الشمس محجوباً عن السطح. بعد أول 20 يوماً، قد تنخفض درجة حرارة الأرض بسرعة، بحوالي 13 درجة مئوية. بعد حوالي عام، قد ترتفع درجة الحرارة مرة أخرى بنحو 6 درجات مئوية، ولكن بحلول ذلك الوقت، قد يكون ثلث نصف الكرة الشمالي تقريباً مغطى بالجليد.
مع ذلك، يمكن تخفيف هذا التأثير إلى حدٍ كبير، أو حتى عكسه، من خلال إطلاق كميات هائلة من بخار الماء وثاني أكسيد الكربون الناتجة عن نبضةٍ حرارية عالمية أولية بعد التأثير. إذا اصطدم الكويكب بالمحيطات (وهو ما سيحدث في معظم حالات الاصطدام)، سيشكل بخار الماء غالبية المواد المقذوفة، ومن المحتمل أن يؤدي إلى احتباسٍ حراريٍ ذي تأثيرٍ كبير، ما سيزيد من صافي درجة الحرارة العالمية.
إذا أصدر الاصطدام طاقةً كافية، فقد يتسبب في ظهور عمودٍ وشاحي (ظاهرة بركانية) في نقطة مُتقابلة (أي على الجانب المُقابل من العالم). وبالتالي يمكن لهذه الظاهرة البركانية وحدها أن تسبب حدوث شتاءٍ بركاني، بصرف النظر عن تأثيرات الاصطدام الأخرى.

### العواصف النارية المتعددة
بالإضافة للحطام الأولي المقذوف نحو الغلاف الجوي، إذا كان الجُرم المُصطدم كبيراً للغاية (3 كم (1.9 ميل) أو أكثر) -مثل ذلك الخاص بالحدّ الطباشيري الثلاثي (المقدّر قطره بـحوالي 10 كم (6.2 ميل))- فقد يؤدي لحدوث عواصف نارية متعددة، وربما ذات امتدادٍ عالمي في كل الغابات الكثيفة، قد تُؤدي حرائق الغابات هذه إلى إطلاق كميات كافية من بخار الماء والرماد والسخام والقطران وثاني أكسيد الكربون نحو الغلاف الجوي مُحدثةً اضطراباً في المناخ العالمي بنفسها، ومطيلةً من عمر سُحب غبار الصخور المسحوقة التي تحجب أشعة الشمس. وبدلاً من ذلك، قد تُقصّر من عمرها بكثير، نتيجة كميات بخار الماء الكبيرة التي ستزيد من معدل تشكّل السحب مركزة النوى المُكونة من الهباء الجوي الصخري. لكن إذا تسببت في استمرار سحابة الغبار لفترةٍ أطول، فسيؤدي ذلك إلى إطالة فترة تبريد الأرض، ما قد يتسبب في تكوين طبقاتٍ جليديةٍ أكثر سُمكاً.